# Chomba Freedom Sikazwe
Chomba Freedom Sikazwe (* 1. Januar 1961) ist ein sambischer Politiker der Patriotic Front (PF).

## Leben
Sikazwe war nach einer Ausbildung zum Automobiltechniker als Kfz-Ingenieur tätig. Er wurde bei den Wahlen 2011 als Kandidat der Patriotic Front (PF) erstmals zum Mitglied der Nationalversammlung Sambias gewählt sowie bei der Wahl am 11. August 2016 wiedergewählt und vertritt den Wahlkreis Mpulungu.
Im September 2011 wurde er von Präsident Michael Sata als Minister für die Nordprovinz in dessen Kabinett berufen. Im November 2012 übernahm er das Amt des Ministers für die Provinz Lusaka sowie im Juli 2013 Vize-Minister für Gleichberechtigung und kindliche Entwicklung, ehe er im Dezember 2013 erneut Minister für die Nordprovinz wurde. Nach dem Tode Satas am 28. Oktober 2014 behielt er dieses Amt auch im Kabinett dessen kommissarischen Nachfolgers Guy Scott sowie im Kabinett von Edgar Lungu, der am 25. Januar 2015 das Amt des Präsidenten übernahm. Nach seiner Wiederwahl am 11. August 2016 war er zunächst Hinterbänkler und gehörte dem Ausschuss für Gesundheit, Gemeindeentwicklung und soziale Dienste an, ehe er im November 2016 von Präsident Lungu zum Minister für Präsidialangelegenheiten und das Präsidialamt wieder in die Regierung berufen wurde.